# Paride Piasenti
Paride Piasenti (Padova, 13 marzo 1916 – 9 novembre 1997) è stato un politico italiano.

## Biografia
Esponente della Democrazia Cristiana, alle politiche del 1948 fu eletto alla Camera con 40.957 preferenze.
In occasione delle politiche del 1958 approdò al Senato, presentandosi nel collegio di Verona I; fu confermato alle politiche del 1963.
Terminò il mandato parlamentare nel 1968.